# Yannick Goïcoëchea
Pour l’article ayant un titre homophone, voir Goïcoëchea.
 (août 2025).
Yannick Goïcoëchea (né le 2 avril 1965 à Halifax (Nouvelle-Écosse) au Canada) est un joueur professionnel français de hockey sur glace devenu entraîneur du club de roller in line hockey des aloses de Bordeaux et plus récemment du Rollerbug de Saint-Médard-en-Jalles.

## Carrière de joueur et d'entraineur
Joueur originaire de l'archipel de Saint-Pierre-et-Miquelon, il commence sa carrière professionnelle avec les Girondins de Bordeaux en 1988-1989. Durant sa carrière de quatorze saisons, il évolue majoritairement au second échelon du hockey français.
Néanmoins, il représente son pays lors de trois Championnat du monde de hockey au début des années 1990. Il se retire en 2001
Depuis, il entraine l'équipe des Aloses de Bordeaux (en roller in line hockey) et les jeunes de ce club jouant à l'ASPTT Bordeaux.

## Statistiques

### En club
| Saison    | Équipe                | Ligue        |    | Saison régulière | Saison régulière | Saison régulière | Saison régulière | Saison régulière |   | Séries éliminatoires | Séries éliminatoires | Séries éliminatoires | Séries éliminatoires | Séries éliminatoires |
| Saison    | Équipe                | Ligue        | PJ | B                | A                | Pts              | Pun              | PJ               | B | A                    | Pts                  | Pun                  |                      |                      |
| 1988-1989 | Girondins de Bordeaux | Ligue Magnus | 29 | 23               | 13               | 36               | 20               | -                | - | -                    | -                    | -                    |                      |                      |
| 1989-1990 | Girondins de Bordeaux | Ligue Magnus | 35 | 20               | 17               | 37               | 26               | -                | - | -                    | -                    | -                    |                      |                      |
| 1990-1991 | Girondins de Bordeaux | Ligue Magnus | 28 | 20               | 17               | 37               | 22               | 6                | 3 | 1                    | 4                    | 8                    |                      |                      |
| 1991-1992 | Girondins de Bordeaux | Division 1   | 12 | 21               | 20               | 41               | 25               | -                | - | -                    | -                    | -                    |                      |                      |
| 1992-1993 | Anglet hormadi élite  | Division 1   | 22 | 23               | 25               | 48               | 44               | -                | - | -                    | -                    | -                    |                      |                      |
| 1993-1994 | Anglet Hormadi Élite  | Division 1   | 13 | 21               | 19               | 40               | 34               | 6                | 5 | 5                    | 10                   | 20                   |                      |                      |
| 1994-1995 | Aquitains de Bordeaux | Division 1   | 24 | 31               | 19               | 50               | 68               | -                | - | -                    | -                    | -                    |                      |                      |
| 1995-1996 | Dogues de Bordeaux    | Division 1   | 25 | 33               | 24               | 57               | 80               | -                | - | -                    | -                    | -                    |                      |                      |
| 1996-1997 | Dogues de Bordeaux    | Ligue Magnus | 32 | 32               | 26               | 58               | 36               | 11               | 5 | 2                    | 7                    | 30                   |                      |                      |
| 1997-1998 | Dogues de Bordeaux    | Ligue Magnus | 38 | 17               | 25               | 42               | 40               | -                | - | -                    | -                    | -                    |                      |                      |
| 1998-1999 | Bélougas de Toulouse  | Division 1   |    | 2                | 2                | 4                |                  |                  |   |                      |                      |                      |                      |                      |
| 1998-1999 | Dogues de Bordeaux    | Ligue Magnus |    |                  |                  |                  |                  |                  |   |                      |                      |                      |                      |                      |
| 1999-2000 | Boxers de Bordeaux    | Division 3   |    |                  |                  |                  |                  |                  |   |                      |                      |                      |                      |                      |
| 2000-2001 | Boxers de Bordeaux    | Division 2   |    |                  |                  |                  |                  |                  |   |                      |                      |                      |                      |                      |

### En équipe nationale
| Année | Équipe | Évènement              |   | PJ | B | A | Pts | Pun                |  | Résultat |
| 1990  | France | Championnat du monde B | 7 | 1  | 0 | 1 | 4   | 4e position        |  |          |
| 1991  | France | Championnat du monde B | 7 | 0  | 0 | 0 | 0   | Médaille de bronze |  |          |
| 1992  | France | Championnat du monde   | 6 | 0  | 0 | 0 | 2   | 11e position       |  |          |